# Mimoň II
Mimoň II je jedna z osmi částí města Mimoň v okrese Česká Lípa. Nachází se v jižní části Mimoně na pravém (západním) břehu Ploučnice.

## Členění Mimoně II
Tvoří ji základní sídelní jednotky:
- Průmyslový obvod (průmyslová zóna v jižní části města na pravém břehu Ploučnice)
- Mimoň-střed díl 3 (v jižní části centra, jižně od Příkopu, až k ulici U Hřebčína)
- U nádraží díl 3 (nepatrné území v jižní části centra poblíž ulice Příkop)

## Obyvatelstvo
| Rok    | Obyv. | ± %     |
| ------ | ----- | ------- |
| 1980   | 316   | —       |
| 1991   | 225   | −28,8 % |
| 2001   | 260   | +15,6 % |
| 2011   | 275   | +5,8 %  |
| 2021   | 237   | −13,8 % |
| Zdroj: |       |         |

## Další údaje
Je zde evidováno 105 adres (příklady: Náměstí Čsl. armády, Nábřežní, Potoční, U hřebčína). Trvale zde žije 260 obyvatel. PSČ je 47124.
Mimoň II leží v katastrálním území Mimoň o výměře 13,47 km2.